# Varadia község
Varadia község (románul: Comuna Vărădia) község Krassó-Szörény megyében, Romániában. Központja Varadia, hozzá tartozik Mercsény.

## Népessége
A 2011-es népszámlálás adatai alapján a község népessége 1371 fő volt.